# Handball-Afrikameisterschaft der Frauen 1974
Die 1. Handball-Afrikameisterschaft der Frauen 1974 wurde im November 1974 im Palais des Sports d’El Menzah in Tunis ausgetragen und diente als Qualifikation für die Weltmeisterschaft 1975. Ausrichter des Turniers, das zeitgleich mit der Männerkonkurrenz stattfand, war die Confédération Africaine de Handball (CAHB). Der Wettbewerb wurde von den schlechten Leistungen der eingesetzten Schiedsrichter überschattet. Aus Protest gegen die Entscheidungen einer senegalesischen Paarung reisten beide ägyptischen Mannschaften während des laufenden Turniers ab und wurden daraufhin disqualifiziert. Das Turnier gewann der Gastgeber aus Tunesien vor dem Senegal, während die mit lediglich acht Spielerinnen angereiste Mannschaft aus Uganda den dritten Rang belegte.

## Endstand
| Pl. | Mannschaft | S                | U                | N                | Tore             | Punkte           |
| --- | ---------- | ---------------- | ---------------- | ---------------- | ---------------- | ---------------- |
| 1.  | Tunesien   | 3                | 0                | 0                | 36:13            | 6:0              |
| 2.  | Senegal    | 1                | 1                | 1                | 34:27            | 3:3              |
| 3.  | Uganda     | 0                | 0                | 3                | 16:48            | 0:6              |
| —   | Ägypten    | disqualifiziert  | disqualifiziert  | disqualifiziert  | disqualifiziert  | disqualifiziert  |
| —   | Algerien   | nicht angetreten | nicht angetreten | nicht angetreten | nicht angetreten | nicht angetreten |

| Mannschaft | TUN | SEN  | UGA  | EGY   |
| ---------- | --- | ---- | ---- | ----- |
| Tunesien   | —   | 13:9 | 23:4 | w. o. |
| Senegal    |     | —    | 16:5 | 9:9   |
| Uganda     |     |      | —    | 7:9   |
| Ägypten    |     |      |      | —     |